# Frank Galati
Frank Joseph Galati (Highland Park, 29 novembre 1943 – Sarasota, 2 gennaio 2023) è stato un regista, sceneggiatore e attore statunitense, attivo in campo televisivo, teatrale e cinematografico.

## Biografia
Frank Galati nacque a Highland Park, nell'area metropolitana di Chicago; frequentò la Glenbrook North High School di Northbrook, studiò per un anno alla Western Illinois University, poi alla Northwestern University, dove si laureò nel 1965. Nel 1966 insegnò all'Università della Florida Meridionale e conseguì un master's degree alla Northwestern University, nel 1971 il dottorato di ricerca (PhD) alla Northwestern University.
Nel 1972 la prima candidatura al Joseph Jefferson Award come attore protagonista nella prima statunitense di The National Health di Peter Nichols.
Nel 1973 vinse il suo primo Joseph Jefferson Award per l'adattamento e i testi del musical Boss, tratto da Boss: Richard J. Daley of Chicago di Mike Royko, satira sul sindaco di Chicago Richard J. Daley.
Nel 1976 diresse l'opera lirica The Mother of Us All, scritta da Gertrude Stein e composta da Virgil Thomson, rappresentata dalla Chicago Opera Theater.
Nel 1985 entrò nella Steppenwolf Theatre Company di Chicago e divenne regista associato del Goodman Theatre dal 1986 al 2008.
Nel settembre 1988 presentò la prima di Furone (The Grapes of Wrath), adattamento dell'omonimo romanzo di John Steinbeck, con Gary Sinise (Tom Joad), Terry Kinney (Jim Casy), John C. Reilly (Noah Joad), Kathryn Erbe (Aggie Wainwright), Lois Smith (Ma Joad); nel 1990, dopo 11 anteprime, venne presentato al Cort Theatre di New York, per un totale di 188 repliche, che gli valse due Tony Award: alla migliore opera teatrale e alla migliore regia di un'opera teatrale, e un Drama Desk Award alla migliore regia di un'opera teatrale.
Nel 1994 diresse per The Roundabout Theatre Company Lo zoo di vetro di Tennessee Williams con Julie Harris (Amanda), Calista Flockhart (Laura), Željko Ivanek (Tom) e Kevin Kilner (Jim), presentato al Criterion Center Stage Right di New York per un totale di 19 anteprime e 57 repliche.
Nel 1996 diresse il musical Ragtime, adattamento dell'omonimo romanzo di E. L. Doctorow, presentato in prima mondiale al Ford Centre for the Performing Arts di Toronto. Dopo la prima statunitense allo Shubert Theatre di Los Angeles (29 maggio 1997 - 12 aprile 1998), la produzione si trasferì al Ford Center for the Performing Arts di New York, nel quale, dopo 27 anteprime, restò in scena per 834 repliche sino al 16 gennaio 2000, e che gli valse la candidatura al Tony Award alla miglior regia di un musical.
Nel 2000 Galati diresse il musical Seussical, basato sui libri per l'infanzia scritti da Dr. Seuss, presentato in anteprima al Colonial Theatre di Boston, poi al Richard Rodgers Theatre di New York, nel quale, dopo 34 anteprime, restò in scena per 198 repliche sino al 20 maggio 2001.
Nel settembre-ottobre 2001 diresse in prima mondiale il musical The Visit, tratto dal dramma La visita della vecchia signora di Friedrich Dürrenmatt, presso il Goodman Theatre di Chicago, con Chita Rivera e John McMartin; poi ripreso nel maggio-giugno 2008 presso il Signature Theatre di Arlington.
Nell'ottobre-novembre 2006 diresse il musical The Pirate Queen, tratto dal romanzo Grania: La regina dei pirati d'Irlanda di Morgan Llywelyn, sulla pirata irlandese Grace O'Malley, vissuta nel XVI secolo, e interpretata da Stephanie J. Block, rappresentata presso il Cadillac Palace Theatre di Chicago; poi all'Hilton Theatre di New York, nel quale, dopo 32 anteprime, restò in scena per 85 repliche sino al 17 giugno 2007.
Una volta ritiratosi dall'insegnamento presso la Northwestern, nel 2010 si trasferì a Sarasota, in Florida, dove divenne regista associato di Asolo Repertory Theatre. A Sarasota curò la regia di 9 spettacoli, l'ultimo dei quali, con debutto il 15 aprile 2022, fu la prima mondiale del musical Knoxville, di cui curò anche il testo, basato sul romanzo autobiografico A Death in the Family di James Agee e sul dramma All the Way Home di Tad Mosel, con Jason Danieley nel ruolo del protagonista.
Nel 2001 divenne membro dell'American Academy of Arts and Sciences.
Nel 2022 divenne membro dell'American Theater Hall of Fame: la cerimonia si tenne il 14 novembre presso il Gershwin Theatre di New York.

### Cinema e TV
Galati lavorò saltuariamente anche come sceneggiatore e in questa veste è noto soprattutto per aver scritto a quattro mani con Lawrence Kasdan la sceneggiatura di Turista per caso, per cui ottenne candidature al BAFTA alla migliore sceneggiatura non originale e all'Oscar alla migliore sceneggiatura non originale.
È morto a Sarasota il 2 gennaio 2023 all'età di settantanove anni.

## Vita privata
Omosessuale dichiarato (nel 2004 divenne membro della Chicago LGBT Hall of Fame), nel 2017 sposò il compagno Peter Amster, conosciuto nel 1970 e al quale rimase legato per tutta la vita.

## Filmografia

### Regista
- American Playhouse – serie TV, episodio 10x02 (1991)

### Sceneggiatore
- Turista per caso (The Accidental Tourist), regia di Lawrence Kasdan (1988)
- American Playhouse – serie TV, episodio 10x02 (1991)
- The American Clock, regia di Bob Clark – film TV (1993)

### Attore
- American Playhouse – serie TV, episodio 1x06 (1982)
- The Party Animal, regia di David Beaird (1984)